# Georges de Porto-Riche
Georges de Porto-Riche (Bordeaux, 20 maggio 1849 – Parigi, 5 settembre 1930) è stato uno scrittore e drammaturgo francese.

## Biografia
Apparteneva ad una famiglia ebraica, di origini italiane.
Già all'età di vent'anni le sue opere cominciarono ad essere inserite nei palinsesti dei teatri parigini; scrisse poesie Prima verba (1872) e Tout n'est pas rose (1877). Al teatro approdò con opere in versiː Vertige (1873), Un drame sous Philippe II (1875), Les deux fautes (1878). Il tema dell'uomo, travagliato dall'impossibilità di amare totalmente e da una e penosa continua autoanalisi, affiora nella raccolta poetica Bonheur manqué (1889).
Nel 1898 pubblicò Théâtre d'amour, che contiene quattro delle sue opere più celebrate: La Chance de Françoise, L'Infidèle, Amoureuse e Le Passé. Il titolo dato a questa sua collezione testimonia le differenze fra le varie opere di Porto-Riche, che si focalizza sulle emozioni umane e sul dramma psicologico oltre che sugli aspetti politici e sociologici di molti dei suoi contemporanei. Anche in Les Malefilâtres (Odéon, 1904), i cui personaggi fanno parte della classe operaia, il tema dell'amore rimane il perno su cui si centra l'opera. I suoi personaggi sono sempre tristiː egoisti, cinici e infedeli gli uomini, deboli e cedevoli le donne.
Nel 1923 fu eletto nel sesto seggio dell'Académie française, anche se non entrò mai ufficialmente nell'Accademia. 
Porto-Riche fu anche nominato Grand'ufficiale della Legion d'onore.
Dal mese di agosto del 1931 è sepolto, assieme al figlio Marcel, nel cimitero di Varengeville-sur-Mer in Normandia, nel nord della Francia.